# Барановка (Полтавская область)
Барано́вка (укр. Баранівка) — село,
Барановский сельский совет,
Шишацкий район,
Полтавская область,
Украина.
Код КОАТУУ — 5325780301. Население по переписи 2001 года составляло 616 человек.
Является административным центром Барановского сельского совета, в который не входят другие населённые пункты.

## Географическое положение
Село Барановка находится на левом берегу реки Псёл,
выше по течению на расстоянии в 2,5 км расположено село Покровское,
ниже по течению на расстоянии в 2 км расположено село Великий Перевоз.
Река в этом месте извилистая, образует лиманы, старицы и заболоченные озёра.
Рядом проходят автомобильные дороги Т-1720 и Т-1710.

## История
Впервые село упоминается в первой половине ХVІІ ст. В июле 1661 р. имения на р. Псёл: местечко Барановка с селом Перевоз (сейчас — Барановка и Великий Перевоз Шишацкого района Полтавськой области), а также село Портянка были переданы титулованному дворянину Ивану Рудницкому. Приблизительно в то же время привилегия на «хутор на Псле» были предоставлены Семену Голуховскому, казацкому старшине, руководителю казацкого посольства ко двору короля Польши.

## Экономика
- Молочно-товарная ферма.
- ЧП «Нива».

## Объекты социальной сферы
- Школа І—ІІ ст.
- Клуб
- Футбольный клуб «Нива-Барановка»
- Стадион